# Estação Lerdo de Tejada
A Estação Lerdo de Tejada é uma das estações do Metrorrey, situada em Guadalupe, entre a Estação Eloy Cavazos e a Estação Exposición. Administrada pela STC Metrorrey, faz parte da Linha 1.
Foi inaugurada em 21 de maio de 1995. Localiza-se no cruzamento da Avenida Benito Juárez com a Avenida Lerdo de Tejada. Atende o centro da cidade.